# Margaret Qualley

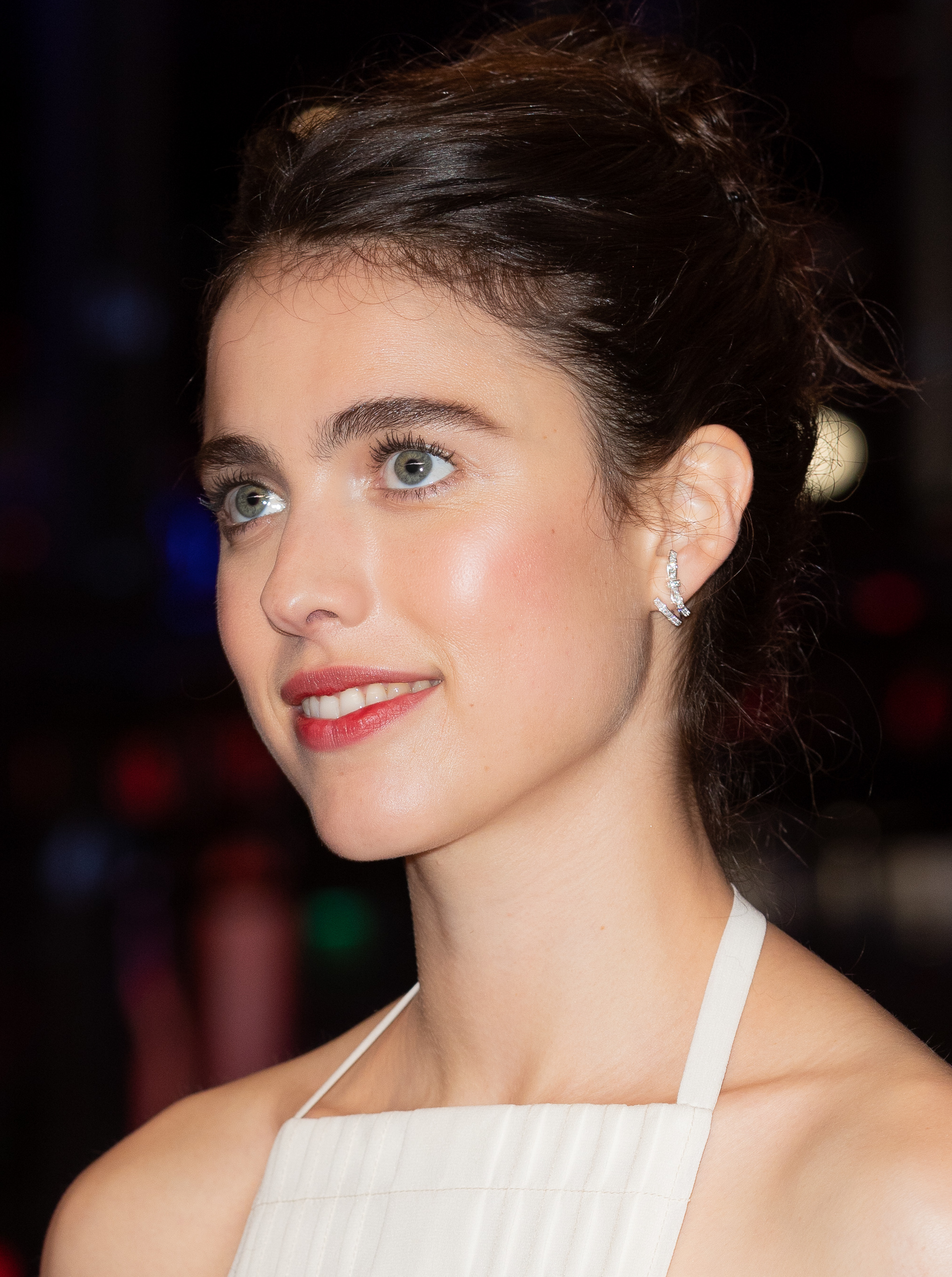
Margaret Qualley, 2020

Sarah Margaret Qualley (* 23. Oktober 1994 in Kalispell, Montana) ist eine US-amerikanische Schauspielerin, die durch ihre Rolle in der Fernsehserie The Leftovers bekannt wurde.

## Leben und Karriere
Margaret Qualley ist das dritte und jüngste Kind der Schauspielerin Andie MacDowell aus deren erster Ehe mit Paul Qualley. Sie hat einen älteren Bruder und eine ältere Schwester, welche 1986 und 1989 geboren wurden. Sie wuchs zuerst auf einer Ranch in Montana und später in Asheville, North Carolina auf. Ursprünglich war es Qualleys Wunsch, Tänzerin zu werden. Im Alter von 16 Jahren verbrachte sie ihre Ferien am American Ballet Theatre in New York City. Sie studierte an der French Academy. In dieser Zeit änderte sie ihr Vorhaben, Tänzerin zu werden. Mit 17 Jahren sammelte sie erstmals Schauspielerfahrungen, indem sie ihre Ferien an der Royal Academy of Dramatic Arts in London verbrachte.
Bevor Margaret Qualley die Rolle der Jill Garvey in der HBO-Serie The Leftovers annahm, war sie in einer kleinen Rolle im Film Palo Alto aus dem Jahre 2013 zu sehen. 2016 übernahm sie eine Rolle in dem Film The Nice Guys. Ein Rückgriff auf ihre Tanzausbildung ist die Hauptrolle in dem Werbeclip Kenzo World, Idee und Regie von Spike Jonze, 2016. In Hideo Kojimas Computerspiel Death Stranding spielte sie die Rollen von Lockne und Mama. In Quentin Tarantinos Tragikomödie Once Upon a Time in Hollywood spielte sie die Rolle der Pussycat. In dem Film Mein Jahr in New York von Philipe Falardeau aus dem Jahr 2020 nach dem gleichnamigen Roman von Joanna Rakoff spielte Margaret Qualley die Hauptrolle der Joanna Rakoff. Der Film lief als Eröffnungsfilm bei den 70. Filmfestspielen in Berlin. 2021 stand sie mit ihrer Mutter Andie MacDowell, die auch die Mutter ihrer Figur spielte, vor der Kamera der Netflix-Serie Maid. Weitere Film- und Fernsehrollen folgten.
Im Sommer 2025 wurde Qualley Mitglied der Academy of Motion Picture Arts and Sciences.
Margaret Qualley lebt in New York City und ist seit 2023 mit Jack Antonoff verheiratet.

## Filmografie
- 2013: Palo Alto
- 2014–2017: The Leftovers (Fernsehserie, 19 Folgen)
- 2016: The Nice Guys
- 2017: Sidney Hall
- 2017: Novitiate
- 2017: Death Note
- 2018: Donnybrook – Below the Belt (Donnybrook)
- 2019: Io
- 2019: Native Son
- 2019: Adam
- 2019: Once Upon a Time in Hollywood
- 2019: Fosse/Verdon (Miniserie, 5 Folgen)
- 2019: Strange But True
- 2019: Jean Seberg – Against all Enemies (Seberg)
- 2020: Mein Jahr in New York (My Salinger Year)
- 2020: Acting for a Cause (Fernsehserie, Folge 2x01 Romeo and Juliet)
- 2020: Wake Up (Kurzfilm)
- 2021: Maid (Miniserie, 10 Folgen)
- 2022: Stars at Noon
- 2022: Sanctuary
- 2023: Poor Things
- 2024: Drive-Away Dolls
- 2024: Kinds of Kindness
- 2024: The Substance
- 2025: Blue Moon
- 2025: Honey Don’t!
- 2025: Happy Gilmore 2

## Videospiele
- 2019: Death Stranding

## Auszeichnungen
Golden Globe Award
- 2022: Nominierung als beste Hauptdarstellerin – Miniserie oder Fernsehfilm für Maid
- 2025: Nominierung als beste Nebendarstellerin für The Substance

Primetime Emmy Award
- 2019: Nominierung als beste Nebendarstellerin in einer Miniserie oder Fernsehfilm in Fosse/Verdon
- 2022: Nominierung als beste Hauptdarstellerin in einer Miniserie oder Fernsehfilm in Maid

Screen Actors Guild Award
- 2020: Nominierung für das beste Schauspielensemble in einem Film für Once Upon a Time in Hollywood
- 2022: Nominierung als beste Darstellerin in einem Fernsehfilm oder einer Miniserie für Maid

Saturn Award
- 2025: Nominierung als beste Nebendarstellerin für The Substance

Satellite Award
- 2025: Nominierung als beste Nebendarstellerin für The Substance

Critics’ Choice Movie Award
- 2025: Nominierung als beste Nebendarstellerin für The Substance

Critics’ Choice Television Award
- 2020: Nominierung als beste Nebendarstellerin in einem Fernsehfilm oder einer Miniserie für Fosse/Verdon
- 2022: Nominierung als beste Hauptdarstellerin in einem Fernsehfilm oder einer Miniserie für Maid

## Trivia
- Lana Del Rey und Jack Antonoff widmeten ihr 2023 das Lied Margaret auf dem Album Did You Know That There's a Tunnel Under Ocean Blvd.